# ISO 3166-2:PE
Les codes ISO  3166-2 pour le Pérou s'appliquent aux 25 régions du pays, l'un d'entre eux étant réservé à la province de Callao. La première partie est le code PE ISO 3166-1 du Pérou, la deuxième partie est alphabétique et composée de 3 caractères.

## Codes
| Régions classées par code | Régions classées par code            |
| ------------------------- | ------------------------------------ |
| PE-AMA                    | Amazonas                             |
| PE-ANC                    | Ancash                               |
| PE-APU                    | Apurímac                             |
| PE-ARE                    | Arequipa                             |
| PE-AYA                    | Ayacucho                             |
| PE-CAJ                    | Cajamarca                            |
| PE-CAL                    | Province constitutionnelle de Callao |
| PE-CUS                    | Cuzco                                |
| PE-HUC                    | Huánuco                              |
| PE-HUV                    | Huancavelica                         |
| PE-ICA                    | Ica                                  |
| PE-JUN                    | Junín                                |
| PE-LAL                    | La Libertad                          |
| PE-LAM                    | Lambayeque                           |
| PE-LIM                    | Lima (Région) et Lima                |
| PE-LOR                    | Loreto                               |
| PE-MDD                    | Madre de Dios                        |
| PE-MOQ                    | Moquegua                             |
| PE-PAS                    | Pasco                                |
| PE-PIU                    | Piura                                |
| PE-PUN                    | Puno                                 |
| PE-SAM                    | San Martín                           |
| PE-TAC                    | Tacna                                |
| PE-TUM                    | Tumbes                               |
| PE-UCA                    | Ucayali                              |

| Régions classées par nom             | Régions classées par nom |
| ------------------------------------ | ------------------------ |
| Amazonas                             | PE-AMA                   |
| Ancash                               | PE-ANC                   |
| Apurímac                             | PE-APU                   |
| Arequipa                             | PE-ARE                   |
| Ayacucho                             | PE-AYA                   |
| Cajamarca                            | PE-CAJ                   |
| Cusco                                | PE-CUS                   |
| Huancavelica                         | PE-HUV                   |
| Huánuco                              | PE-HUC                   |
| Ica                                  | PE-ICA                   |
| Junín                                | PE-JUN                   |
| La Libertad                          | PE-LAL                   |
| Lambayeque                           | PE-LAM                   |
| Lima (région) et Lima                | PE-LIM                   |
| Loreto                               | PE-LOR                   |
| Madre de Dios                        | PE-MDD                   |
| Moquegua                             | PE-MOQ                   |
| Pasco                                | PE-PAS                   |
| Piura                                | PE-PIU                   |
| Puno                                 | PE-PUN                   |
| San Martín                           | PE-SAM                   |
| Tacna                                | PE-TAC                   |
| Tumbes                               | PE-TUM                   |
| Ucayali                              | PE-UCA                   |
| Province Constitutionnelle           |                          |
| Province constitutionnelle de Callao | PE-CAL                   |